# オヌキ諒
オヌキ諒（オヌキりょう、1985年7月21日 - ）は、日本のシンガーソングライター。神奈川県相模原市出身。

## 略歴
- 幼少期はサッカー少年。中学時代にハーモニカに触れ、音楽の楽しさを知る。バンドを結成し、ベース、ギターを独学で学ぶ。その後、様々なバンドでボーカルを経験。
- 2007年、ソロシンガーソングライターに転向。
- 2010年、フジテレビの音楽情報番組「ミューサタ」にて紹介される。自身初のカバー曲であるオフコースの『YES-YES-YES』がiTunes Storeより発売。
- 2012年、SUMMER SONIC2012に出演（ガーデンステージ）。自身初のMV「name」を公開。
- 2013年、フジテレビの音楽番組「ASIA VERSUS」出演。iTunes Storeより「name」発売。
- 2014年、CD『結 ～yui～』リリース。フジテレビ「ミューサタ」公開収録イベントに出演。
- 2015年、4月放送開始のBS12「夢らぼ」主題歌を担当（曲名：ゆめいろ）。JAPAN FOLK FESTIVAL出演。12月2日、自身初の全国流通CD『合い言葉』をリリース。
- 2016年、TBS系列『悪党たちは千里を走る』第8・9話に出演。CD『結 ～yui～』全国発売。TBSテレビ「開運音楽堂」にてアルバム『結 ～yui～』収録『メリーゴーラウンドパラダイス』のMVがオンエア。音楽番組『うたなび!』にゲスト出演。
- 2018年より、新たな音楽プロジェクト「碧琥夕陽」（アオトユウヒ）にVo & Gtで参加。同年8月から、5曲連続で各音楽配信サイトにて楽曲を発表。2019年7月、碧琥夕陽として初のワンマンライブを開催（代官山LOOP）。
- 2020年7月1日にnoteを開設し、同年12月まで自身で執筆したオリジナル恋愛小説「想イヲツヅル」のテーマソング「べに」を書き下ろす。
- 2021年1月29日、子ども服ブランド「minau（ミナウ）」のテーマソング「mirai（ミライ）」を、3月5日にバラードソング「べに」をリリース。
- 2022年6月11日より「Inochino」がBS12「SDGsらぼ」のテーマソングに採用。7月4日「あなたの陽炎」「Inochino」を2曲同時リリース。9月16日、「中山秀征の有楽町で逢いまSHOW」にゲスト出演し「あなたの陽炎」を生演奏。

## ディスコグラフィ

### シングル
|     | タイトル              | 発売日        | 発売形態 | 備考               |
| --- | --------------------- | ------------- | -------- | ------------------ |
| 1st | name                  | 2013年        | 音楽配信 |                    |
| 2nd | 結 ～yui～            | 2014年        | CD       | 2016年に全国発売。 |
| 3rd | 合い言葉              | 2015年12月2日 | CD       | 初の全国発売。     |
| 4th | mirai                 | 2021年1月29日 | 音楽配信 |                    |
| 5th | べに                  | 2021年3月5日  | 音楽配信 |                    |
| 6th | あなたの陽炎 Inochino | 2022年7月4日  | 音楽配信 |                    |